# Casa consistorial de Cella
La casa consistorial de Cella es un bien de interés cultural ubicado en la localidad homónima. Data del siglo XVI y está situado en las inmediaciones de las ruinas del antiguo castillo de Cella.

## Historia
El emplazamiento es parte del núcleo habitado desde antiguo en el municipio, con hallazgos arqueológicos en los bajos remontándose al siglo I. En las cercanías se encontraba el primitivo castillo de la localidad.
La casa consistorial, de estilo renacentista, fue edificado en el siglo XVI. Ha sido restaurada en 1975, 1982 y 1999. Fue declarado bien de interés cultural en 2003 y de nuevo restaurado en 2010

## Descripción
El ayuntamiento ocupa un edificio de mampostería de planta rectangular y tres pisos rematados por un alero y una pequeña torre para el reloj. El piso bajo tiene un vano abierto mediante cuatro arcos accesible desde la plaza. El primer piso tiene cuatro ventanas originales, mientras que el segundo consta de ocho ventanas añadidas durante la restauración de 1982.